# Erie, Colorado
Erie är en stad (town) i Boulder County, och  Weld County, i delstaten Colorado, USA. Enligt United States Census Bureau har staden en folkmängd på 18 505 invånare (2011) och en landarea på 44,5 km².